# Still Star-Crossed
Still Star-Crossed est une série télévisée américaine en sept épisodes de 42 minutes créée par Heather Mitchell (en) et basée sur le roman éponyme de Melinda Taub, diffusée entre le 29 mai 2017 et le 29 juillet 2017 sur le réseau ABC et en simultané sur le réseau CTV puis CTV Two au Canada. Elle est présentée comme une suite de la tragédie-romantique de William Shakespeare, Roméo et Juliette.
Cette série est inédite dans tous les pays francophones.

## Synopsis
À la suite de la mort tragique de Roméo et de Juliette, Rosaline Capulet est fiancée contre sa volonté à Benvolio Montague par le prince Escalus. Celui-ci espère mettre fin à la querelle amère entre leurs familles. Les deux se sont engagés à trouver un moyen d'empêcher le mariage arrangé et, en même temps, d'empêcher la destruction de leur famille.

## Distribution

### Acteurs principaux
- Wade Briggs : Benvolio Montague
- Lashana Lynch : Rosaline Capulet
- Sterling Sulieman : Prince Escalus
- Grant Bowler : Lord Damiano Montague
- Torrance Coombs : Le Comte Pâris
- Dan Hildebrand (en) : Friar Lawrence
- Ebonée Noel : Livia Capulet, sœur de Rosaline
- Medalion Rahimi : Princesse Isabella
- Zuleikha Robinson : Lady Guiliana Capulet
- Susan Wooldridge : L'infirmière
- Anthony Head : Lord Silvestro Capulet

### Acteurs récurrents
- Clara Rugaard : Juliette Capulet
- Lucien Laviscount : Roméo Montague
- Gregg Chillin : Mercutio
- Shazad Latif : Tybalt Capulet
- Miguel Angel Ripeu : Baptista Minola
- Llew Davies : Truccio
- Guillem Fernandez : Niccolo
- Michael Sheldon : Lord Grimaldi
- Michael Dozie : Lord Ruspoli
- Julio Perillán : Matteo
- Lily Travers (en) : Stella
- Ross Ellis : Jacopo
- Claire Cooper (en) : Lady Montague

## Production

### Développement
Le projet de série de Heather Mitchell qui se présente comme une suite de la pièce de théâtre de William Shakespeare, Roméo et Juliette, a débuté le 22 octobre 2015, pour le réseau ABC avec la participation de Shonda Rhimes et Betsy Beers à la production et à l'écriture.
Le 21 janvier 2016, ABC commande un épisode pilote pour la saison 2016/2017.
Le 12 mai 2016, le réseau ABC annonce officiellement après le visionnage du pilote, la commande du projet de série, pour une diffusion lors de la saison 2016 / 2017.
Le 17 mai 2016, lors des Upfronts 2016, ABC annonce la diffusion de la série pour la mi-saison 2016-2017.
En décembre 2016, est révélé que sept épisodes ont été commandés.
Le 13 avril 2017, ABC annonce la date de lancement de la série au 29 mai 2017.
Le 22 juin 2017, après trois épisodes, ABC déplace la série le samedi soir dès le 8 juillet, annulant techniquement la série.

### Casting
L'annonce de la distribution des rôles a débuté le 9 mars 2016, avec les arrivés de Torrance Coombs dans rôle du Compte de Pâris, Wade Briggs, dans celui de Benvolio Montague et Ebonée Noel qui sera Livia, la sœur de Rosaline. Le même jour, Zuleikha Robinson, obtient le rôle de Lady Capulet et Lashana Lynch celui de Rosaline.
Le 15 mars 2016, Medalion Rahimi rejoint la série dans le personnage de la Princesse Isabella. Trois jours plus tard, Sterling Sulieman rejoint la série dans le rôle du Prince Escalus. Le 22 mars 2016, Dan Hildebrand rejoint la distribution dans le rôle de Friar Lawrence.
En avril, Grant Bowler vient étoffer le casting en obtenant le rôle du Lord Montague. Au cours du mois, Anthony Head est annoncé dans le rôle de Lord Capulet, suivie de Clara Rugaard, qui sera Juliette et de Lucien Laviscount qui sera Roméo.
Le 27 septembre 2016, Claire Cooper (en) rejoint la série dans le rôle récurrent de Lady Montague.

### Tournage
La série est tournée en Espagne, en Europe.

## Épisodes
1. Titre français officiel inconnu (In Fair Verona, Where We Lay Our Scene)
2. Titre français officiel inconnu (The Course of True Love Never Did Run Smooth)
3. Titre français officiel inconnu (All the World's a Stage)
4. Titre français officiel inconnu (Pluck Out the Heart of My Mystery)
5. Titre français officiel inconnu (Nature Hath Framed Strange Fellows in Her Time)
6. Titre français officiel inconnu (Hell Is Empty and All the Devils Are Here)
7. Titre français officiel inconnu (Something Wicked This Way Comes)

## Accueil
Le pilote a été vu par 2,29 millions de téléspectateurs, soit une cote de 0.5 parmi les 18 à 49 ans, battu facilement par une rediffusion de Scorpion sur CBS.